# Tävelsås socken
Tävelsås socken i Småland ingick i Kinnevalds härad i Värend, ingår sedan 1971 i Växjö kommun och motsvarar från 2016 Tävelsås distrikt i Kronobergs län.
Socknens areal är 58,98 kvadratkilometer, varav land 53,50. År 2000 fanns här  758 invånare. Tätorten Tävelsås med Tävelsås kyrka ligger i denna socken. 

## Administrativ historik
Tävelsås socken har medeltida ursprung. Socknen införlivade 1785 Tofta socken och fick sedan fram till 1835 namnet Tävelsås med Tofta socken.
Vid kommunreformen 1862 övergick socknens ansvar för de kyrkliga frågorna till Tävelsås församling och för de borgerliga frågorna till Tävelsås landskommun.  Denna senare inkorporerades 1952 i Mellersta Kinnevalds landskommun som sedan 1971 uppgick i Växjö kommun. Församlingen uppgick 2024 i Tävelsås, Vederslöv och Kalvsviks församling.
1 januari 2016 inrättades distriktet Tävelsås, med samma omfattning som församlingen hade 1999/2000.  
Socknen har tillhört samma fögderier och domsagor som Kinnevalds härad. De indelta soldaterna tillhörde Kronobergs regemente, Kinnevalds kompani och Smålands husarregemente, Växjö kompani.

## Geografi
Tävelsås socken ligger vid söder om Växjö, öster om Vederlövssjön. Socknen består av odlingsbygd med omgivande skogsmarker.

## Fornminnen
Elva hällkistor, ett 30-tal gravrösen från bronsåldern samt några järnåldersgravfält finns här. Borglämningar (Kung Alles hög) och ödeskyrkogården efter Tofta kyrka finns vid Norra Alletorp vid Vederlövssjön.

## Namnet
Namnet (1336 Täflisaas), taget från kyrkbyn, innehåller ett förled som troligen betyder tavla, pall, bord syftande på en rullstensås som även efterledet ås hänsyftar på.

### Fotnoter
1. 1 2 3  Svensk Uppslagsbok andra upplagan 1947–1955: Tävelsås socken
2. 1 2  Harlén, Hans; Harlén Eivy (2003). Sverige från A till Ö: geografisk-historisk uppslagsbok. Stockholm: Kommentus. Libris 9337075. ISBN 91-7345-139-8
3. ↑  ”Församlingar”. Statistiska centralbyrån. https://www.scb.se/hitta-statistik/regional-statistik-och-kartor/regionala-indelningar/forsamlingar/. Läst 30 december 2022.
4. ↑  Administrativ historik för Tävelsås socken (Klicka på församlingsposten). Källa: Nationella arkivdatabasen, Riksarkivet.
5. 1 2  Sjögren, Otto (1931). Sverige geografisk beskrivning del 2 Östergötlands, Jönköpings, Kronobergs, Kalmar och Gotlands län. Stockholm: Wahlström & Widstrand. Libris 9939
6. 1 2 3  Nationalencyklopedin
7. ↑  Fornlämningar, Statens historiska museum: Tävelsås socken
8. ↑  Fornminnesregistret, Riksantikvarieämbetet: Tävelsås socken Fornminnen i socknen erhålls på kartan genom att skriva in sockennamn (utan "socken") i "Ange geografiskt område"